# H.S. Ciolkowski
Henri Saulnier connu sous le pseudonyme de H. S. Ciolkowski, né le 25 décembre 1880 à Paris où il est mort le 18 janvier 1933, est un artiste peintre, dessinateur, graphiste et critique d'art français.

## Biographie
Fils de Jeanne Alphonsine Florestine Ciolkowska, d'origine polonaise, et d'Adrien Adolphe Léon Saulnier, architecte issu d'un milieu bourgeois, Henri Adrien Clément Saulnier est né dans le 6e arrondissement de Paris. 
Sous le nom de « H. S. Ciolkowski », il commence à signer des compositions graphiques dans un style « Art nouveau », marqué par l'esprit décadentiste fin-de-siècle à la manière d'Aubrey Beardsley : en janvier 1903, il est l'éphémère directeur artistique de la Revue mondaine, dirigée par Fernand de L'Église de Félix (1874-1951), Victor Hoerter et Henry de Larègle (1873-1956), dans laquelle il publie une étude sur Marcellin Desboutin.
Vers 1907, il entre en collaboration avec l'éditeur de Paul Verlaine, la maison d'Albert Messein, pour laquelle il conçoit la marque, et qui en 1909 lance la revue Akademos, à laquelle Ciolkowski livre des dessins au trait, revue où collabore entre autres Léonard Sarluis.
En 1908, il expose au 24e Salon des indépendants, deux compositions, Paysages destinés à des contes et Jeune Prince charmant ; puis au Salon d'Automne, Ariel l'une des compositions en noir et blanc livrées à Akademos ; son adresse parisienne est alors au 3 rue de Bagneux. Par la suite, entre 1909 et 1911, il expose au salon « Poil et Plume », puis au salon de la Société nationale des beaux-arts, entre autres des projets de vitraux. En 1910, il revient au Salon d'Automne, pour un dessin, Vénus. Il partage son temps entre Paris et Bellevue (Meudon).
Ciolkowski collabore en tant que critique d'art à la Gazette des beaux-arts, à La Grande Revue et à la Vie heureuse. Dans Comœdia le 13 septembre 1910, Ciolkowski livre trois esquisses destinées à des décors de théâtre dans le cadre d'un article remarqué de Louis Thomas consacré à la révolution nécessaire en matière de scénographie théâtrale. En novembre 1913, il rédige pour la revue L'Art décoratif, un article sur l'art populaire russe.
C'est à la fois en tant qu'illustrateur et graphiste qu'il entame alors une production destinée à des éditeurs comme Georges Crès, spécialisé dans l'ouvrage de petit luxe. 
Durant la Première Guerre mondiale, il est attaché au service géographique de l'Armée. Il livre des compositions au magazine Fantasio. Il obtient officiellement l'autorisation de s'appeler Henri Saulnier Ciolkowski en 1917 en ajoutant ainsi à son patronyme le nom de sa mère (Jeanne Alphonsine Florestine Ciolkowska). 
Après le conflit, il livre des illustrations à La Renaissance du livre (collection « In Extenso ») et collabore au magazine Les Feuilles libres. Son travail d'illustrateur du livre est salué par Charles Saunier.
Ciolkowski devient à partir de mars 1925 le correspondant du magazine américain The Art News pour lequel il produit par exemple un reportage sur Claude Monet à qui il avait rendu plusieurs visites. En mai 1926, il présente l'exposition consacrée à Émile Bernard qui se tient à la galerie Charpentier. Il expose au Salon des indépendants de 1927 les toiles Nu debout et Nu couché et au Salon des Tuileries de 1929, La Petite Mouquère. 
Il est le père du journaliste d'art de l'ORTF Adam Saulnier (1915-1981) né d'un premier mariage avec la journaliste et critique d'art américaine, Muriel Drewett (1880-1932) dont il divorce en 1924, et du célèbre photo-reporter de Paris Match Tony Saulnier Ciolkowski (1926-1968) né d'un second mariage avec Marie-Ange Bouis (1898-1992), marchande d'art et collectionneuse d'art extra-occidental. Marie-Ange Saulnier-Ciolkowska tiendra salon rue Jacob, au milieu d'objets africains et océaniens, et s'y retrouveront des artistes comme Suzy Solidor, André Breton, Tristan Tzara, et le galeriste Pierre Loeb,.
Il meurt à Paris des suites d'un accident de voiture, en son domicile au 26 rue Jacob, en janvier 1933.

## Ouvrages illustrés
- [partition] Richard Céré, Inès : suite de valses pour piano à 2 mains, Paris, Laudy, 1901.
- Jacques d'Adelswärd-Fersen, Paradinya, poèmes, Paris, Aux éditions de Pan, 1911.
- Marguerite Moreno, Une française en Argentine, frontispice, Paris, Georges Crès, 1914.
- Longus, Les Pastorales, ou Daphnis et Chloé, trad. par Paul-Louis Courier, coll. « Les Maîtres du livre », Paris, Georges Crès, 1914.
- Gustave Geffroy [préface], La Grande Guerre vue par les artistes, contribution, Paris, Georges Crès, 1916.
- Arthur Machen [1902], Le Grand Dieu Pan, trad. de Paul-Jean Toulet, coll. « Éditions de la Plume »,  Paris, Georges Crès, 1918.
- Hugues Rebell [1902], Les nuits chaudes du Cap français, coll. « Éditions de la Plume », Paris, Georges Crès, 1918.
- Jean Racine, Phèdre, notes d'Adolphe Van Bever, Paris, G. Crès, 1919.
- André Salmon, Bob et Bobette en ménage, Paris, Albin Michel, 1920.
- Eugène Figuière, Un petit bréviaire des Heures, coll. « Les petits bréviaires »,  Paris, Eug. Figuière, 1920.
- Edmond Jaloux, L'Agonie de l'amour, coll. « In Extenso », Paris, La Renaissance du livre, 1920.
- Edmond Jaloux, Les femmes et la vie, Paris, La Renaissance du livre, 1921.
- Les Quatrains d'Omar Khayyam, trad. du persan, et notes de Charles Grolleau, Paris, Georges Crès, 1922.

## Galerie

Quelques images de Ciolkowski
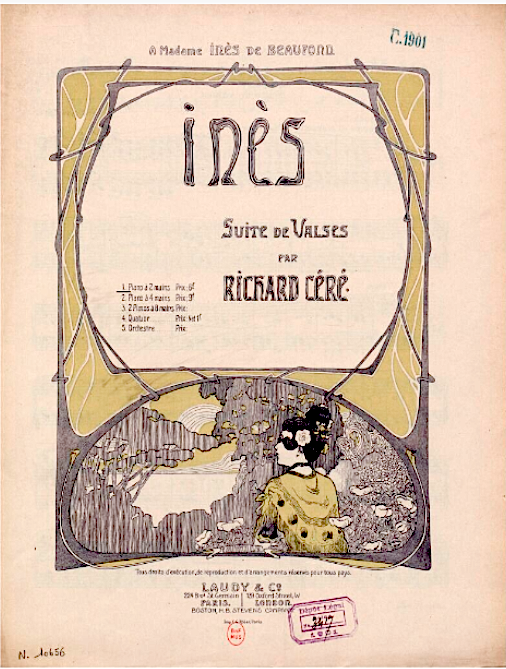
Couverture de partition (1901)
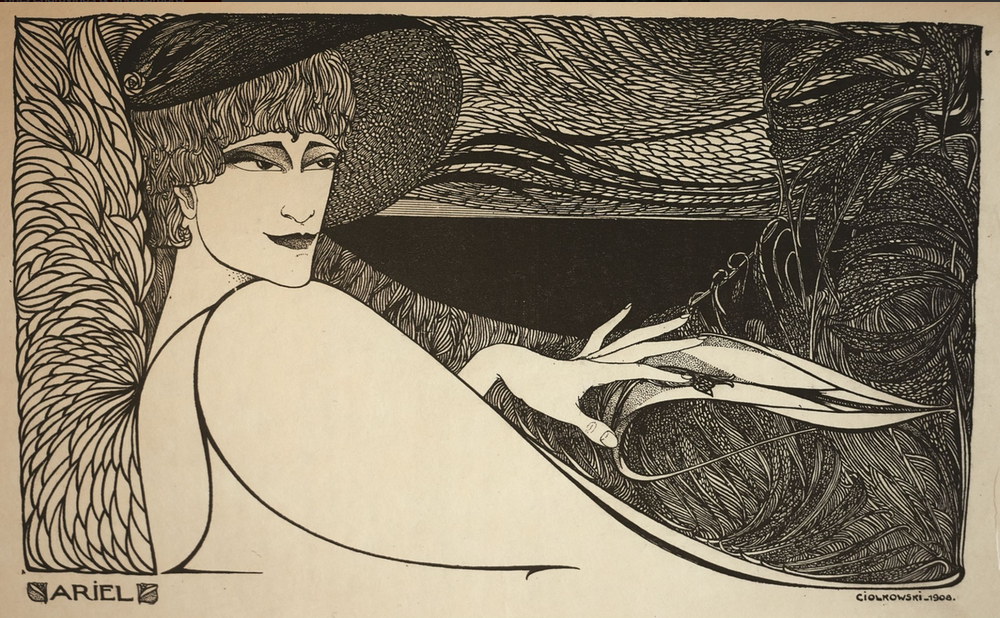
Ariel, dessin pour Akademos (1909)
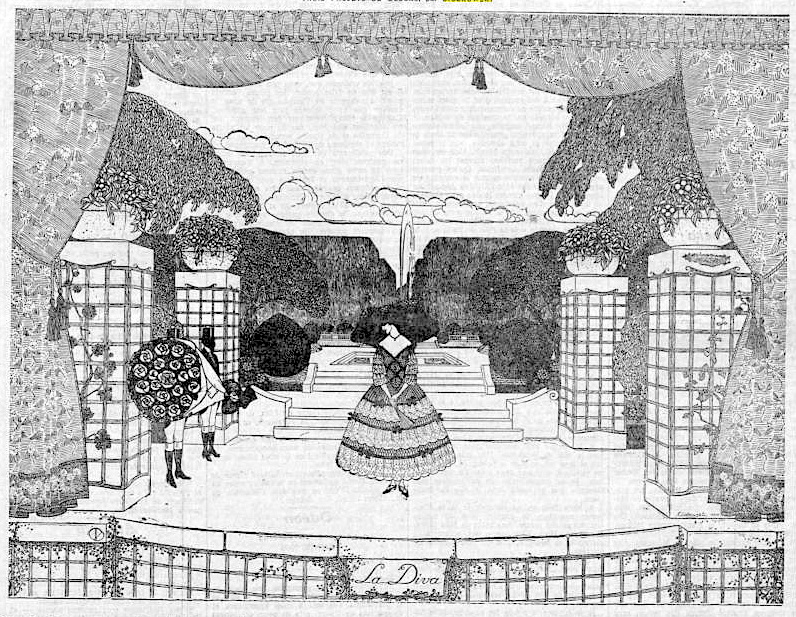
Projet de scénographie théâtrale (1910)
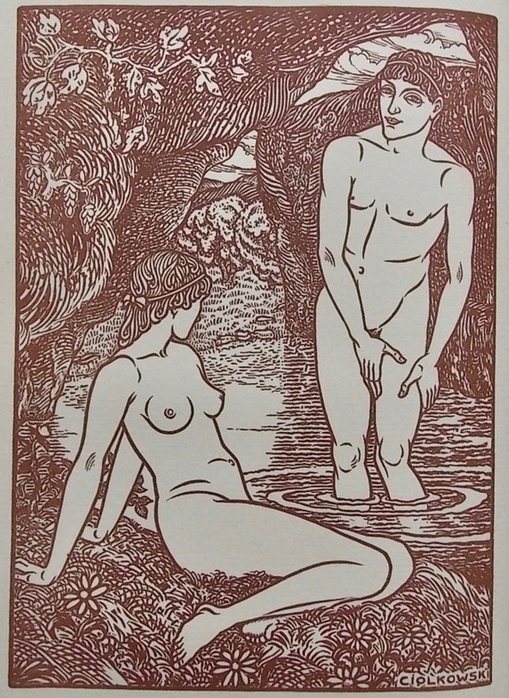
Illustration pour Daphnis et Chloé (1914)
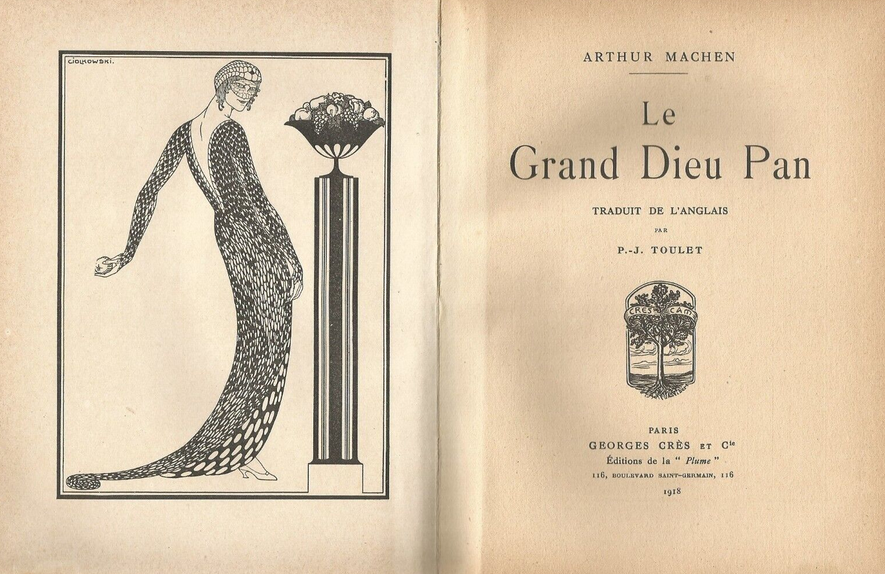
Frontispice pour Le Grand Dieu Pan (1918) d'Arthur Machen
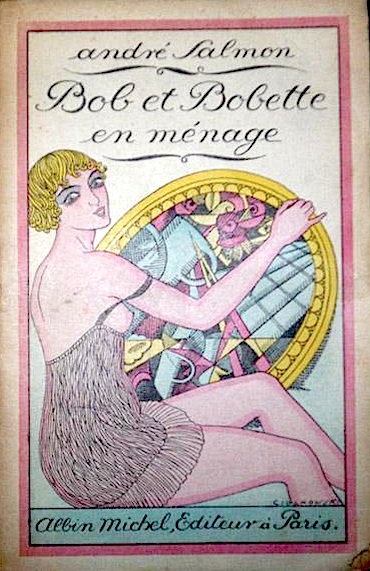
Couverture de Bob et Bobette en ménage (1920)